# Склеротеста

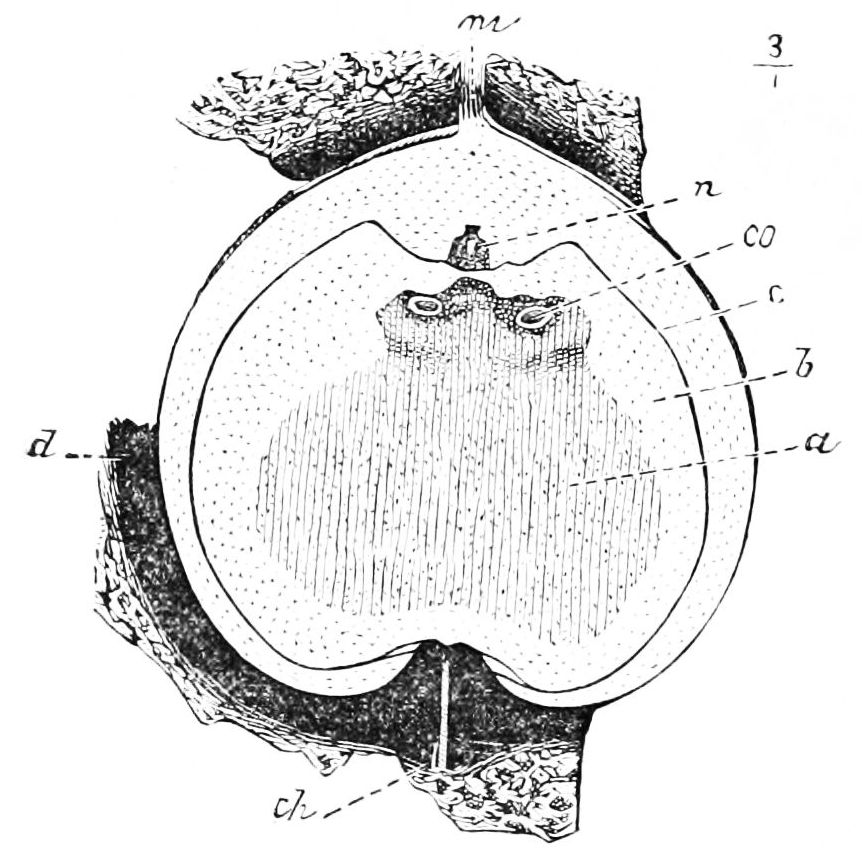
Склеротеста в семени Кардиокарпус|кардиокарпуса (Cardiocarpus)

Склероте́ста (от греч. σκληρός — твёрдый, жёсткий и лат. testa — скорлупа) — самый нижний слой семенной кожуры. Образован одревесневшими толстостенными клетками. Обычно располагается под слоем сочной саркотесты.
Встречается у саговников и некоторых других голосеменных.